# Juvansbo
Juvansbo är en bebyggelse i Björklinge socken i Uppsala kommun, Uppsala län söder om Björklinge. SCB avgränsade här en småort 2023.